# Gossi
Gossi is een gemeente (commune) in de regio Timboektoe in Mali. De gemeente telt 24.000 inwoners (2009).
```
Op 24 juli 2014 stortte 
Air Algérie-vlucht 5017
 neer in de gemeente.
```